# Atlético Muçulmano da Matola
Atlético Muçulmano da Matola – klub piłkarski z Matola. Został założony w 2004 roku. 

## Osiągnięcia
Klub zdobył Puchar Mozambiku w sezonie 2007/2008. Zagrał również w rundzie eliminacyjnej CAF Confederation Cup w 2009 roku.  